# Ingersheim (Ludwigsburgi járás)
Ingersheim település Németországban, azon belül Baden-Württembergben. Lakosainak száma 6404 fő (2023. december 31.).

## Népesség
A település népessége az elmúlt években az alábbi módon változott:
| Lakosok száma | 2998 | 3926 | 4693 | 5064 | 5046 | 5371 | 5899 | 6032 | 6152 | 6404 |
|               | 1961 | 1968 | 1974 | 1981 | 1987 | 1994 | 2000 | 2007 | 2013 | 2023 |